# 12"ers+2
12"ers+2 è una raccolta della cantautrice statunitense Madonna contenente otto brani.

## Produzione
Il titolo sta ad indicare che si intendeva mettere insieme le cosiddette 12" Versions (o Extended Remixes) pubblicate da Madonna fino a quel momento. L'aggiunta di "+2" indica che due dei brani, non disponibili su nessun altro album o raccolta della cantante, vengono inclusi nella loro versione originale (Into the Groove e Ain't No Big Deal).
Il progetto iniziale dell'etichetta discografica Sire Records di pubblicare la raccolta solo per il mercato giapponese venne accantonato all'ultimo momento e l'album non venne più distribuito né in Giappone né in altri territori. Tuttavia un numero limitatissimo di copie della versione in cassetta fu distribuito a scopo promozionale. 
La copertina ripropone un'immagine tratta dal Virgin Tour.

## Tracce
1. Ain't No Big Deal
2. Dress You Up (The 12" Formal Mix)
3. Angel (Extended Dance Remix)
4. Lucky Star (U.S. Remix)
5. Into the Groove
6. Material Girl (Extended Dance Remix)
7. Borderline (U.S. Remix)
8. Like a Virgin (Extended Dance Remix)